# 런던잡
《런던잡》(영어: Get Lucky)은 2013년 공개된 영국의 액션 영화이다.

## 출연

### 주연
- 루크 트레더웨이
- T.J. 라미니
- 크레이그 페어브라스
- 에밀리 어택
- 테리 스톤

### 조연
- 제임스 코스모
- 제이슨 마자
- 레베카 페르디난도
- 사샤 베넷
- 클로에 판워스
- 샤롯 루이스
- 리치 캠벨

## 기타
- 미술: 매튜 버튼